# Sport-ABC
Sport-ABC war eine zwischen 1975 und 1983 samstags auf dem Sender FS1 ausgestrahlte Kindersendung.
Die Sendung sollte Kinder zum Sport animieren. Dieter Seefranz und Hans Holdhaus ließen Kinder verschiedenste Übungen vorzeigen. In die Sendung wurden Gäste und bekannte Sportler eingeladen.
In Anlehnung an diese Sportsendung wurden im Herbst 2004 im Dusika Stadion vier Tage lang vier verschiedene Sportarten von den verschiedensten Gesichtspunkten aus betrachtet und präsentiert. Von Regelkunde über Spieltechnik, Trainingsvarianten etc. lernten Kinder diese Sportarten kennen.

## Moderation und Mitwirkende
Die Moderation übernahmen Dieter Seefranz und der Leistungsdiagnostiker Hans Holdhaus.